# Pitcairnioideae
Pitcairnioideae Harms ex Engl. & Prantl, 1930 è una sottofamiglia di piante della famiglia Bromeliaceae.

## Descrizione
Salvo poche eccezioni, i membri di questa sottofamiglia sono piante terricole o litofite.
La maggior parte delle foglie delle Pitcairnioideae sono carnose con spine pesanti sui margini, che ricordano l'agave. I loro fiori contengono capsule secche con semi piccoli e senza ali. Come la maggior parte delle piante e differentemente da altre bromeliaceae, questo gruppo presenta un sistema radicale sviluppato per la raccolta di acqua e nutrienti. Parimenti, non tutte le foglie delle Pitcairnioideae crescono a formare una coppa efficace per trattenere l'acqua, come accade per i membri delle altre sottofamiglie.  I tricomi della foglia sono presenti nelle Pitcairnioideae, ma non sono efficaci nella raccolta dei nutrienti; i tricomi, comunque, possono essere sufficientemente spessi da fornire un'adeguata barriera al gelo, essenziale per la sopravvivenza. 

## Tassonomia
Recenti analisi filogenetiche hanno fortemente ristretto i limiti della sottofamiglia.
Dei 16 generi inizialmente inclusi, molti sono stati assegnati a nuove sottofamiglie - si veda in proposito la voce Bromeliaceae.
Attualmente (2022) alla sottofamiglia vengono assegnati i seguenti generi:
- Deuterocohnia Mez (16 spp.)
- Dyckia Schult.f. (177 spp.)
- Encholirium Mart. ex Schult.f. (36 spp.)
- Fosterella L.B.Sm. (34 spp.)
- Pitcairnia L'Her. (407 spp.)

### Alcune specie

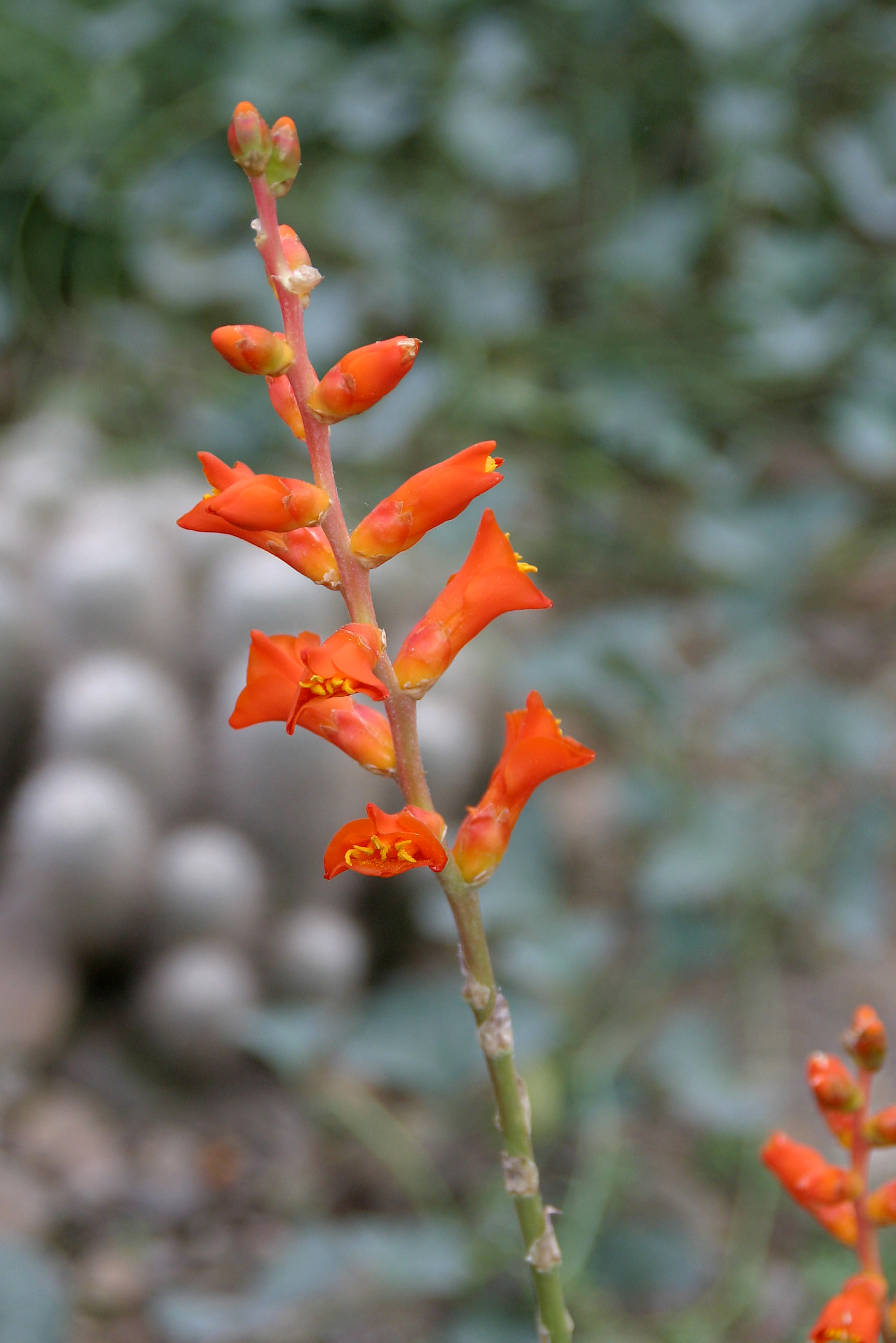
Dyckia rariflora
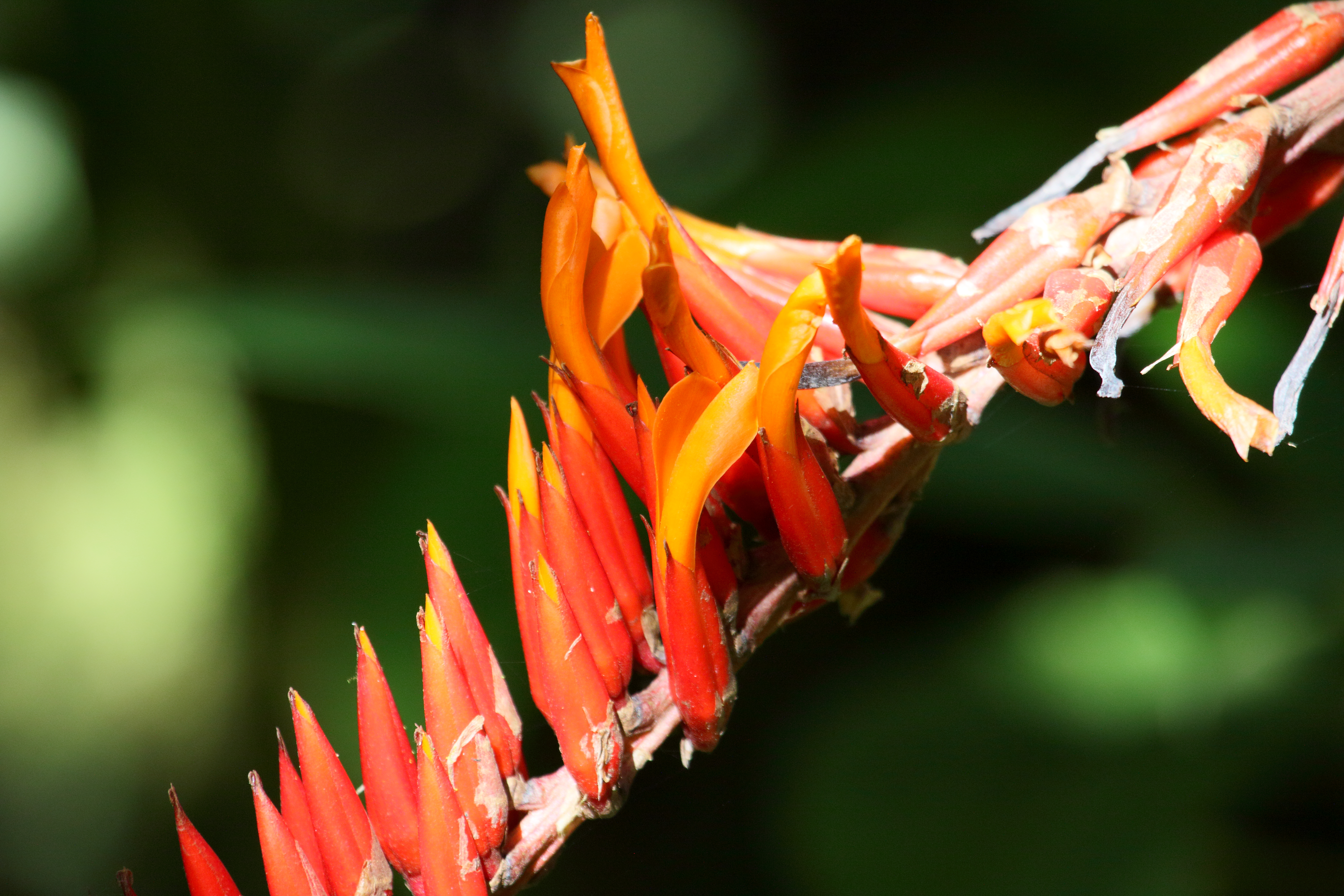
Pitcairnia brittoniana
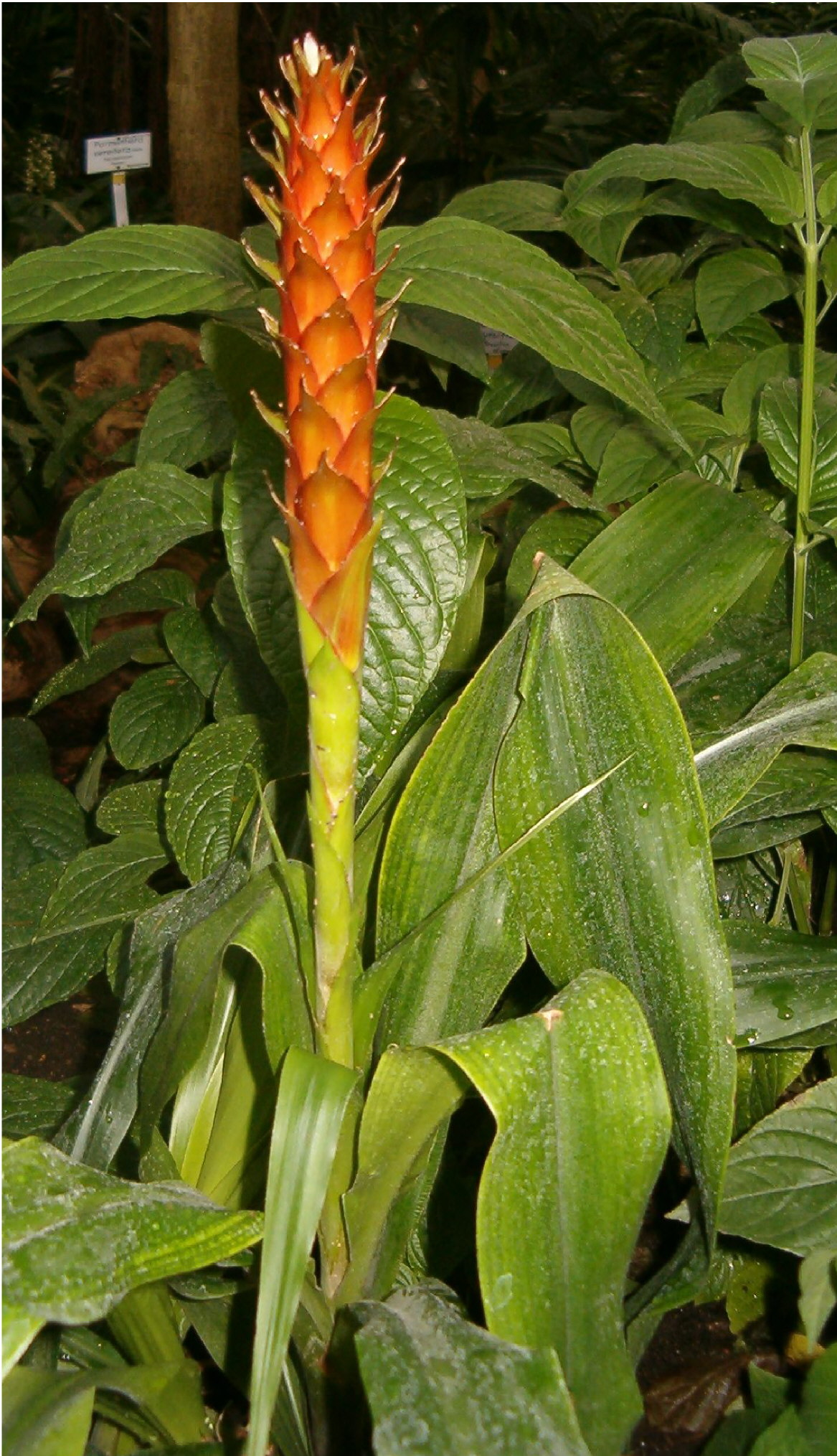
Pitcairnia wendlandii